# 112At
112At – jeden z dwóch typów wagonów osobowych pierwszej i drugiej klasy jeżdżący w PKP Intercity. Drugi typ, to 141A-20 powstały po modernizacji wagonów 141A w bydgoskiej Pesie.

## Historia
Z powodu spadającego popytu na miejsca w pierwszej klasie w pociągach pospiesznych władze PKP zaczęły zastanawiać się nad likwidacją wagonów spełniających tenże standard. Aby klienci klasy pierwszej nie musieli rezygnować, powzięto decyzję o przebudowie wagonów klasy pierwszej 112A, by spełniały jednocześnie standard pierwszej i drugiej klasy.
Przebudowa 22 wagonów 112A nastąpiła w latach 2003-2004. Zostały skierowane do Zakładów Taboru: Wrocław, Szczecin, Bielsko-Biała, Poznań, Lublin, Zielona Góra, Kraków oraz Warszawa Szczęśliwice.

## Eksploatacja
Wagony 112At są stosowane w pociągach pospiesznych, w których najczęściej zastąpiono nimi wagony klasy 1.

## Wnętrze
Wagony 112At są całkowicie dla niepalących. Z dawnego wnętrza nic nie pozostało. Ściany przedziałów są wykonane z szarego tworzywa, podobnego do materiału użytego w zmodernizowanych w ramach SPOT jednostkach EN57. Siedzenia są obite materiałem zielonym w klasie 1 i niebieskim w klasie 2. Ze względu na przebudowę z wagonów klasy pierwszej fotele klasy 2 są oddalone nieco bardziej od siebie niż w standardowych wagonach klasy 2.
Na korytarzu w miejscu zmiany klasy znajduje się naklejka informująca o tym, w którą stronę znajdują się przedziały klasy 1, a w którą przedziały klasy 2.

## Galeria

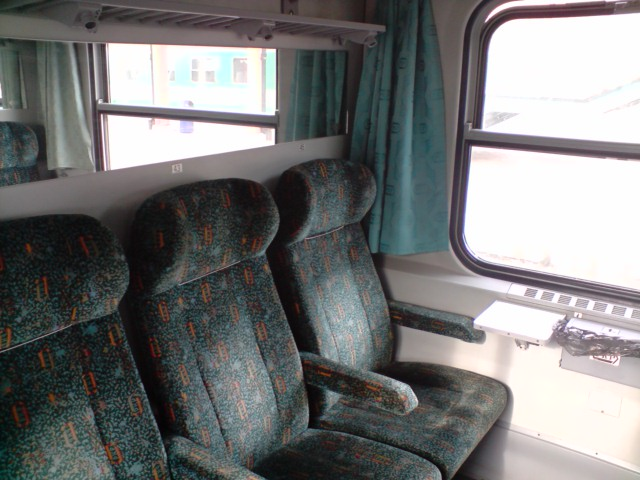
przedział 1 klasy
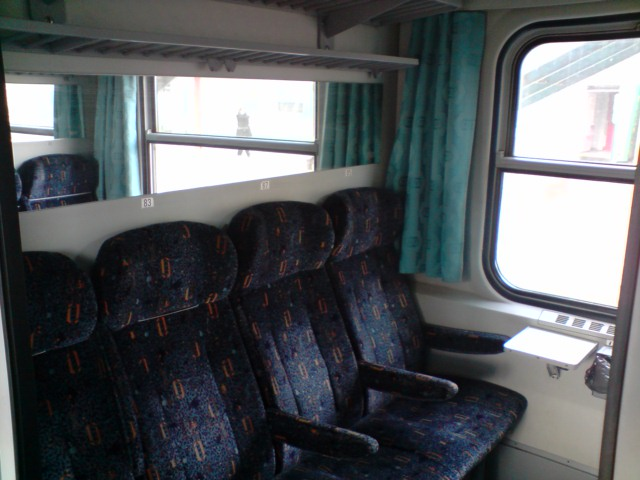
przedział 2 klasy
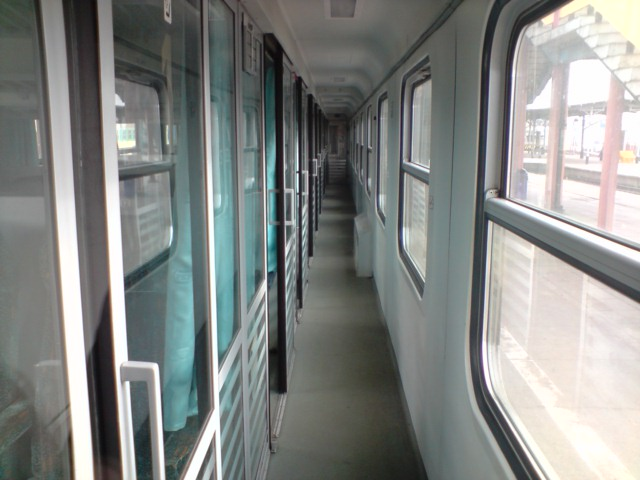
korytarz